# Magyarország pozsonyi nagykövetsége
Magyarország pozsonyi nagykövetsége (szlovákul: Veľvyslanectvo Maďarska, Bratislava) Magyarország és Szlovákia kapcsolatainak egyik kiemelt intézménye. Bár a rendszerváltás utáni nagykövetségeink között tartjuk számon, valójában 1939 és 1945 között rövid ideig már követségként, egyébként - 1927-től és 1945-től - konzulátusként működött, így régi képviseleteink közé tartozik a pozsonyi intézmény. A követség 2018-ban költözött új helyére a Štefánikova 1. szám alá. Nagykövetünk 2019-ben Pető Tibor.

## Története

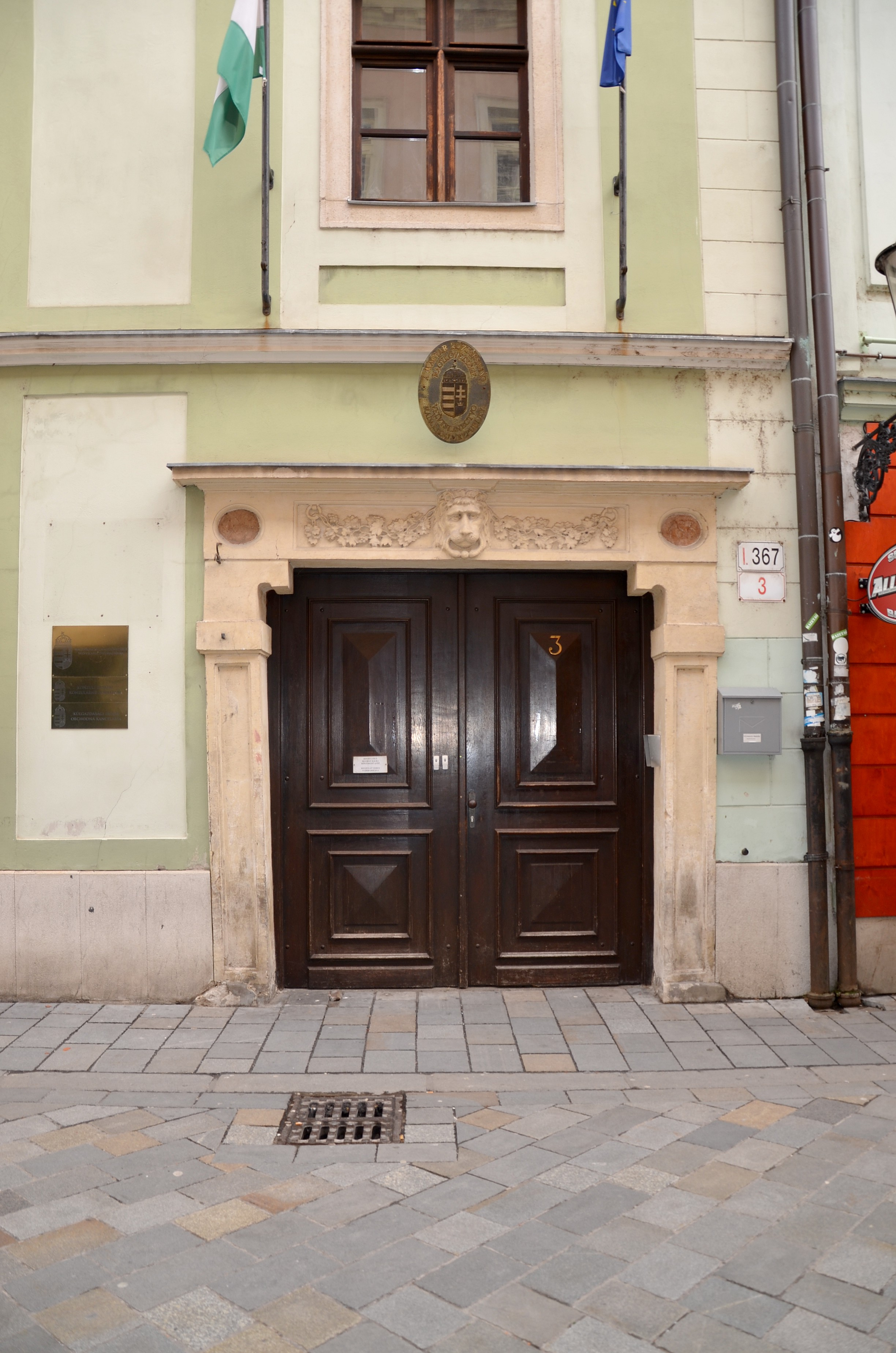
A nagykövetség bejárata 2018-ig: Sedlárskej ul. č. 3

Az első magyar konzulátus 1927. augusztus 16-án nyílt meg a pozsonyi Mirbach-palotában (Františkanské námestie, azaz Ferenciek tere 5). Vezetője Bartók László alkonzul volt. A képviselet az 1926-ban nyitott zágrábi főkonzulátus után a második konzulátusi szintű képviseletünk volt - ezeken kívül még Triesztben és Kolozsváron működött útlevélhivatal. A konzulátus hatásköre az egész Felvidékre kiterjedt (akkori szóhasználattal: Felső-Magyarországra). Ez az intézmény jelentősen megkönnyítette a határon túlra került magyarság életét, korábban ugyanis Prágáig kellett utazni Magyarországgal vagy iratokkal kapcsolatos hivatalos ügyek intézése ügyében. A Harmadik Birodalom 1939-ben lerohanta Csehszlovákiát, megalakult az első Szlovák Köztársaság, ahogy a történelemkönyvek később hivatkoztak rá: a Tiso-féle fasiszta bábállam. Az új helyzetben a német megszállás alá került cseh területen, Prágában működő követség fenntartása ellehetetlenült, ellenben Szlovákia önálló állam vált, így - elsősorban német szorgalmazásra - napra pontosan 12 évvel a megnyitása után, 1939. augusztus 16-án követséggé szervezték át a konzulátust. Az első követünk szentmiklósi Szabó György volt, aki azonban visszaemlékezésében úgy fogalmazott: a követség a németek kérésére jött létre, a magyar fél tartalmilag nem tulajdonított jelentőséget a képviseletnek. Alátámasztja ezt a vélekedést az is, hogy új államot még március 14-én kiállították ki, a főkonzulátust azonban csak nyár végén emelték követségi szintre, őt magát pedig 1939. december 28-án nevezték ki követnek. Noha Szlovákiában jelentős magyar kisebbség élt, az ügyeikkel elsősorban Esterházy János foglalkozott, aki személyesen egyeztetett Vojtech Tuka (Tuka Béla) szlovák külügyminiszterrel, így a követségnek alig jutott szerep a két ország diplomáciai kapcsolataiban. Szabót hamarosan áthelyezték Helsinkibe, helyét 1941. február 2-án Kuhl Lajos foglalta el (korábban ő volt a finnországi követünk, de túl hosszúnak tartotta az utazást, ezért kijárt magának egy otthonához közelebbi pozíciót, a pozsonyit). A nyilas hatalomátvételt követően Forster Pál vette át a követség vezetését - jelentős helyszíni nyilas támogatással.
A második világháborút követően 1946-47-ben meghatalmazotti hivatalként működött a képviselet, majd 1947. november 14-én  főkonzulátussá szervezték át. 1967-ig Magyarországnak mindössze két főkonzulátusa működött a világban: Isztambulban és Pozsonyban. A rendszerváltás idején kiemelt szerep jutott a főkonzulátusnak, és Tóth József (1986–1989), majd Szerencsés János (1989–1990) főkonzuloknak: folyamatosan tájékoztatniuk kellett Magyarországot a csehszlovákiai rendszerváltás Szlovákiára eső történéseiről, kiemelt tekintettel a szlovák nemzetiségpolitikában bekövetkező változásokról, illetve a szlovákiai magyarság szerveződéseiről. Csehszlovákia 1993. január 1-jén vált szét, létrejött a második Szlovák Köztársaság, ugyanazon a napon alakult át a főkonzulátusunk nagykövetséggé, akkor még ideiglenes ügyvivővel az élen. Első nagykövetünk, Boros Jenő szeptember 3-án adta át megbízólevelét Michal Kováč szlovák államfőnek. 2018-ban új épületbe költözött a nagykövetség: az addig a város több pontján szétszórtan működő konzulátus, kulturális intézet és a nagykövetség egy helyre, Pozsony óvárosába a Štefánikova 1. szám alatti palotába költözött - éppen szembe a köztársasági elnöki hivatalnak helyt adó Grassalkovich-kastéllyal. A felújított épületet 2018. február 6-án adták át, és 7-én kezdte meg működését a képviselet az új helyén.
A nagykövetség alá tartozik a 2000-ben nyílt kassai főkonzulátus.